# 宅地建物取引士
宅地建物取引士（たくちたてものとりひきし）とは、宅地建物取引業法に基づき定められている国家資格者。宅地建物取引業者（一般に不動産会社）が行う、宅地又は建物の売買、交換又は貸借の取引に対して、購入者等の利益の保護及び円滑な宅地又は建物の流通に資するよう、公正かつ誠実に法に定める事務（重要事項の説明等）を行う、不動産取引の専門家である。

## 概要
宅地建物取引士は、1958年（昭和33年）に当時の建設省（現・国土交通省）が宅地建物の公正な取引が行われることを目的として創設した資格である。

### 名称
創設当初は「宅地建物取引士」ではなく、「宅地建物取引員」という名称であったが、1965年（昭和40年）の法改正により「宅地建物取引主任者」となった。その約半世紀後の2014年（平成26年）6月25日に「宅地建物取引業法の一部を改正する法律」が公布され、これにより従来の「宅地建物取引主任者」は2015年（平成27年）4月1日より現在の「宅地建物取引士」となった。また、当法改正と併せて、宅地建物取引士の定義や業務の明文化、信用失墜行為の禁止、知識及び能力の維持向上などの義務が追加された。
略称
試験実施団体、国土交通省、及び業界団体は略称として主に「宅建士」を使用している。
英名
Real Estate Notary
意味は不動産公証人（不動産の取引（契約等）の法律行為の適法性等について、公権力を根拠に証明・認証する者）である。尚、旧資格名である「宅地建物取引主任者」の英名は「Real Estate Transaction Specialist」 であった。

### 制度
宅地建物取引士制度は、高額かつ権利関係も複雑な不動産取引を扱う宅地建物取引業者に対して、国の法律（宅地建物取引業法）に基づいて行う国家試験に合格し、不動産に関する専門知識を有する宅地建物取引士を設置し、（宅地建物取引士による）重要事項説明の義務を課すもので、これにより知識の乏しい購入者等が、取引上の過誤によって不測の損害を被ることを防止することを目的としている。その為、宅地建物取引業者は常に取引に宅地建物取引士を関与させ、責任の所在を明らかにして、購入者から説明を求められた時、何時でも適切な説明をなし得る態勢を整えさせ、公正な取引を成立させることに努めなければならない。
上記の様に、宅地建物取引業者は宅地又は建物の売買、交換または賃貸借の契約が成立するまでの間に、取引の相手方に対し一定の重要事項について宅地建物取引士による重要事項説明書の交付と説明をなす義務があり、これが宅地建物取引士の最も重要な職務である。この重要事項説明書の交付と説明に当たり、宅地建物取引士が説明義務を果たさず、相手方に損害を与えたときは、単に宅建業者のみでなく宅地建物取引士個人も共同不法行為者として損害賠償の責任を負う。この場合、宅地建物取引士の説明義務違反行為は「宅地建物取引士として行う事務に関し不正又は著しく不当な行為」（宅地建物取引業法68条1項3号）に当たり違法行為となるからである。

### 業務範囲と関連規正法
宅地建物取引士として携わる業務範囲は、以下の表を参照すること。
| 名称         | 名称                   | 事業を規制する法律                                              | 法制度に固有業務がある専門家 |
| ------------ | ---------------------- | --------------------------------------------------------------- | ---------------------------- |
| 不動産取引業 | 建物売買業・土地売買業 | 宅地建物取引業法                                                | 宅地建物取引士               |
| 不動産取引業 | 不動産代理業・仲介業   | 宅地建物取引業法                                                | 宅地建物取引士               |
| 不動産賃貸業 | 不動産賃貸業           | 賃貸住宅の管理業務等の適正化に関する法律 （特定転貸事業関係）   | 宅地建物取引士               |
| 不動産賃貸業 | 貸家業・貸間業         | －                                                              | 宅地建物取引士               |
| 不動産賃貸業 | 駐車場業               | －                                                              | －                           |
| 不動産管理業 | 分譲マンション         | マンションの管理の適正化の推進に関する法律                      | 管理業務主任者               |
| 不動産管理業 | 賃貸住宅               | 賃貸住宅の管理業務等の適正化に関する法律 （賃貸住宅管理業関係） | 業務管理者                   |
| 不動産管理業 | オフィスビル等         | －                                                              | －                           |

業務に付随して、上記以外の各種法律の規制を受ける場合がある。

## 業務処理の原則
- 宅地建物取引士の業務処理の原則（法第15条）

宅地建物取引士は、宅地建物取引業の業務に従事するときは、宅地又は建物の取引の専門家として、購入者等の利益の保護及び円滑な宅地又は建物の流通に資するよう、公正かつ誠実にこの法律に定める事務を行うとともに、宅地建物取引業に関連する業務に従事する者との連携に努めなければならない。
国土交通省の判断（宅地建物取引業法の解釈・運用の考え方：第15条関係、公正誠実義務について）によれば、宅地建物取引士は宅地建物取引の専門家として、専門的知識をもって適切な助言や重要事項の説明等を行い、消費者が安心して取引を行うことができる環境を整備することが必要がある。この為、宅地建物取引士は、常に公正な立場を保持して、業務に誠実に従事することで、紛争等を防止するとともに、宅地建物取引士が中心となって、リフォーム会社、瑕疵保険会社、金融機関等の宅地建物取引業に関連する業務に従事する者との連携を図り、宅地及び建物の円滑な取引の遂行を図る必要があるものとするとされている。
- 信用失墜行為の禁止（法第15条の2）

宅地建物取引士は、宅地建物取引士の信用又は品位を害するような行為をしてはならない。
国土交通省の判断（宅地建物取引業法の解釈・運用の考え方：第15条の2関係、信用失墜行為の禁止について）によれば、宅地建物取引士は宅地建物取引の専門家として専門的知識をもって重要事項の説明等を行う責務を負っており、その業務が取引の相手方だけでなく社会からも信頼されていることから、宅地建物取引士の信用を傷つけるような行為をしてはならないものとする。宅地建物取引士の信用を傷つけるような行為とは、宅地建物取引士の職責に反し、または職責の遂行に著しく悪影響を及ぼすような行為で、宅地建物取引士としての職業倫理に反するような行為であり、職務として行われるものに限らず、職務に必ずしも直接関係しない行為や私的な行為も含まれるとされている。
- 知識及び能力の維持向上（法第15条の3）

宅地建物取引士は、宅地又は建物の取引に係る事務に必要な知識及び能力の維持向上に努めなければならない。
国土交通省の判断（宅地建物取引業法の解釈・運用の考え方：第15条の3関係、知識及び能力の維持・向上について）によれば、宅地建物取引士は宅地建物取引の専門家として、常に最新の法令等を的確に把握し、これに合わせて必要な実務能力を磨くとともに、知識を更新するよう努めるものとするとされている。

## 専権業務
宅地及び建物の取引に際しては、権利関係が複雑で、法令上の制限も多いほか、契約の取引条件も複雑かつ取引価額も高額であることから、業務の運営の適正性や宅地建物取引の公正性を確保するため、宅地建物取引に関して専門的かつ広範な知識を有する宅地建物取引士の設置を義務付けている。
また、重要事項説明は、宅地建物取引についての経験や知識の乏しい消費者が、契約対象物件や取引条件について十分理解しないままに契約を締結し、後日、契約目的を達成できず不測の損害を被るといった状況を防ぐため、契約締結の判断に重大な影響を与える事項について宅地建物取引士に説明させることを義務付けたものである。
以下の各業務が宅地建物取引業法15条に基づき宅地建物取引士が行う、「宅地又は建物の取引の専門家として、購入者等の利益の保護及び円滑な宅地又は建物の流通に資するよう、公正かつ誠実にこの法律に定める事務」である。

### 重要事項の説明（法第35条）
宅地建物取引士は契約締結前に、宅地建物取引業者の相手方に対して、物件と契約内容に関する重要事項を記載した書面(重要事項説明書、業界用語で「35条書面」ともいう)を交付して説明を行う。これは不動産の買主・借主が取引物件に対して正しい判断ができるよう、その材料を提供するものである。
ここでいう「説明」とは、相手方が良く分かるように述べること、説き明かして教えること、理解させることであり、重要事項説明書をただ棒読みするだけの行為は重要事項の説明とはいえず、相手が誤解していることを知りながらこれを訂正等しなかったときは、説明義務を果たしたとはいえず説明義務違反となる。
また取引の「判断材料」となる各種法令は、法律が制定された時点では70〜80項目程度であったものが、建築規制や土地利用規制に係る法令の改正やこれまで見られなかった紛争事例の発生、消費者意識の高まりなど社会経済情勢の変化等を受けて説明項目が増加し、現状では300項目を上回る内容となっている。
説明項目は年々増加する傾向にあるが、これは消費者保護の観点から、社会経済状況の変化や法令等の制定、改正に伴い説明すべき事項が増加することはやむを得ないものとされる。

### 重要事項説明書への記名（法第35条）
宅地建物取引士は、重要事項説明書に記載されている内容に誤りがないかを確認すると共に、上記における重要事項の説明に対して責任の所在を明らかにするため、また文書の改竄防止・文書の原本性確保のために記名する。
宅地建物取引業者は契約が成立するまでの間に、取引の各当事者に対して、宅地建物取引士をして、（宅地建物取引士の）記名がある書面を交付して説明をさせなければならない。

### 契約内容記載書への記名（法第37条）
不動産の取引をする上で、契約書（業界用語で「37条書面」ともいう）を作成することには次のような目的と効果がある。
1. 契約条件の整理
2. 契約内容の確認
3. 権利義務の明確による取引の円滑化
4. 紛争の防止
5. 証拠としての機能

以上の目的と効果の中で特に重要なものは、5.の証拠としての機能となる。
万一、紛争が発生しても、契約書があれば契約の内容を裁判上立証することは容易となる。
宅地建物取引士は当該契約について、上記のような契約書としての目的に合致した効果を得ることができる内容か、および契約書に記載されている内容に誤りがないかを確認するとともに、契約内容に対する責任の所在を明らかにするため、また文書の改竄防止・文書の原本性確保のために記名する。宅地建物取引業者は契約締結後遅滞なく、契約の両当事者に対して、宅地建物取引士の記名がある書面を交付しなければならない。

### 上記の業務の留意点
1. 法2条4項に規定する「宅地建物取引士」、すなわち宅地建物取引士証の交付を受けた者のみが行える（国家試験に合格し登録を受けた者であっても、宅地建物取引士証の交付前は行えない）。
2. 宅地建物取引業者への専任・非専任は問われず、35条書面に記名した宅地建物取引士と37条書面に記名した宅地建物取引士は必ずしも同一である必要はない。
3. 37条書面については説明義務は課されていないので、説明の方法や誰が説明するかは任意である。

## 宅地建物取引士登録・宅地建物取引士証

### 登録基準
以下の各号のいずれかに該当する者は、宅地建物取引士登録ができない。(欠格事由)登録ができない以上、宅地建物取引士証が交付されることも当然ない。また、いったん登録したものの以下の各号に該当するに至った場合は、該当した日から30日以内に登録の消除を届け出なければならない。
1. 破産手続開始の決定を受けて復権を得ない者
2. 宅地建物取引業に係る営業に関し成年者と同一の行為能力を有しない未成年者[注 2]
3. 禁錮以上の刑に処せられ、その刑の執行を終わり、または執行を受けることがなくなった日から5年経っていない者[注 3]
4. 宅地建物取引業法違反、傷害罪などの暴力関係の罪[注 4]、背任罪を犯したことにより、罰金の刑に処せられ、その刑の執行を終わり、または執行を受けることがなくなった日から5年経っていない者[注 3]
5. 宅地建物取引業法第66条1項8号・9号による宅地建物取引業免許の取消（以降「免許取消」と略す）の日から5年経っていない者
6. 宅地建物取引業者が法人の場合においてその役員だった者で、免許取消の日から5年経っていない者（役員は免許取消処分の聴聞の期日及び場所の公示日前60日以内に役員だった者に限る）
7. 免許取消処分の聴聞の期日及び場所が公示された日から処分をするかどうかを決定するまでの間に解散・廃業の届出をした者（相当の理由がある場合を除く）で、届出の日から5年経っていない者
8. 免許取消処分の聴聞の期日及び場所が公示された日から処分をするかどうかを決定するまでの間に合併により消滅した法人、または解散・廃業の届出のあった法人（相当の理由がある法人を除く）の役員だった者で、当該消滅または届出の日から5年経っていない者（役員は免許取消処分の聴聞の期日及び場所の公示日前60日以内に役員だった者に限る）
9. 宅地建物取引業法第68条2項1号・2号・3号・4号による宅地建物取引士登録消除処分（以降「登録消除処分」と略す）の日から5年経っていない者
10. 登録消除処分の聴聞の期日及び場所が公示された日から処分をするかどうかを決定するまでの間に登録消除の申請をした者（相当の理由がある場合を除く）で、その登録消除の日から5年経っていない者
11. 事務の禁止処分を受け、その禁止の期間中に、本人の申請によりその登録が消除されまだその期間が満了していない者
12. 暴力団員による不当な行為の防止等に関する法律第2条第6号に規定する暴力団員又は同号に規定する暴力団員でなくなった日から5年を経過しない者
13. 心身の故障により宅地建物取引士の事務を適正に行うことができない者として国土交通省令で定めるもの

成年被後見人又は被保佐人を欠格条項とする規定については、令和元年6月14日に公布された「成年被後見人等の権利の制限に係る措置の適正化等を図るための関係法律の整備に関する法律」によって削除され、心身の故障等の状況を個別的、実質的に審査し、必要な能力の有無を判断することとなった。

### 宅地建物取引士証

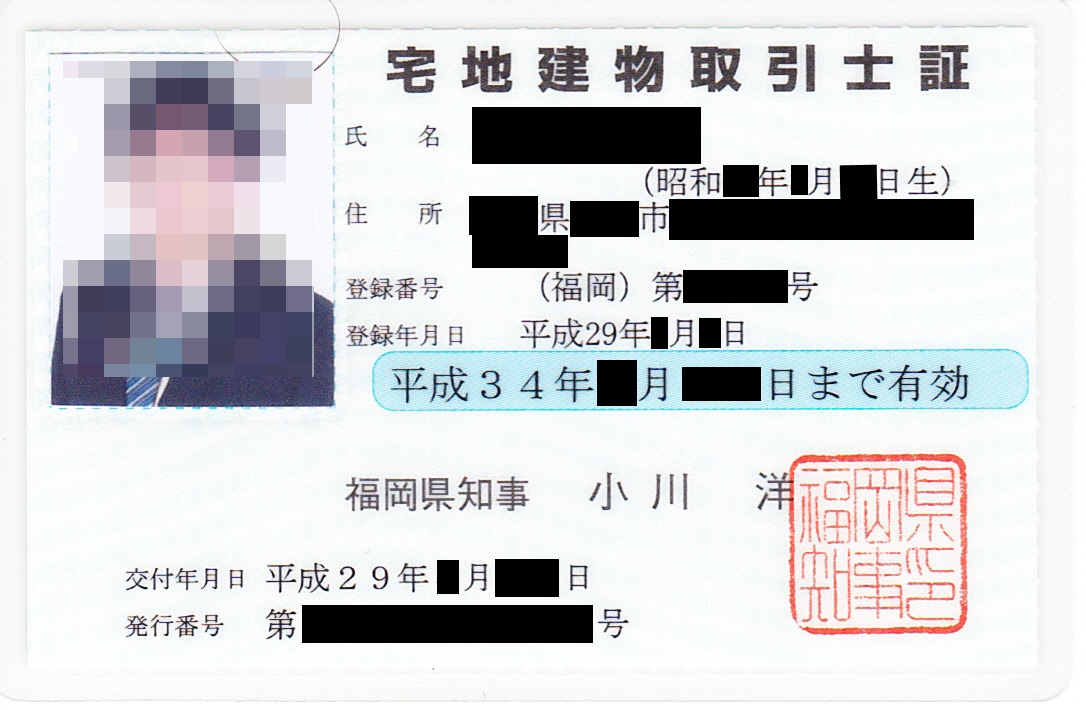
実際の宅地建物取引士証

- 実際に「宅地建物取引士」を名乗り専権業務を行うには、宅地建物取引士資格試験に合格し、試験を実施した都道府県知事の資格登録を受け、さらに都道府県知事より宅地建物取引士証の交付を受けることが必要である。
- 資格登録には実務経験が2年以上なければならない。ただし、登録実務講習実施機関が行う登録実務講習を修了することにより「国土交通大臣が2年以上の実務経験を有する者と同等以上の能力を有すると認めた者」となることができる。登録実務講習は「通信講座」「演習」「修了試験」からなる。
- 宅地建物取引士証の有効期限は5年間で、5年ごとに法定講習（都道府県知事の指定した講習で、有効期限の満了の日の前6か月以内に行われるもの）および宅地建物取引士証の更新が必要である。なお、宅地建物取引士証の交付に際して条件を付すことはできない。
- 宅地建物取引士資格登録を完了したが宅地建物取引士証の交付を受けていない者は宅地建物取引士資格者と呼ばれる。登録の効力は違法行為などで取り消されない限り、どこの都道府県知事に申請しても全国で有効で、かつ一生涯有効である。
- 宅地建物取引士資格試験の合格実績は、試験時の不正行為などで取り消されない限り、たとえ登録が消除されても一生涯有効である。
- 不正手段をもって試験を受験し、または受験しようとした者は、合格の取り消しや当該試験の受験禁止の処分がなされる。さらに都道府県知事は、情状により当該受験者に対し、3年以内の期間を定めてその者の受験を禁止することができる。
- 宅地建物取引士登録を受けた者が、氏名、住所、本籍、勤務先の商号・名称、免許証番号を変更したときは、速やかに登録先の都道府県知事に変更の登録を届け出なければならない。宅地建物取引士証の交付を受けた者が住所・氏名を変更したときは、あわせて宅地建物取引士証の書き換え交付を申請しなければならない。
- 宅地建物取引士登録を受けた者が、登録先以外の都道府県内に所在する宅地建物取引業者の事務所で業務に従事する場合、現に登録を受けている都道府県知事を経由して当該事務所の所在する都道府県知事に登録の移転を申請することができる。登録の移転は任意であるが、事務禁止処分の期間中は登録の移転を申請できない。また、単に宅地建物取引士が住所を移転したのみでは登録の移転はできない。移転に伴い新たな宅地建物取引士証が、前の宅地建物取引士証と引換で交付され、新たな宅地建物取引士証の有効期間は、前の宅地建物取引士証の残存期間である。
- 宅地建物取引士は、事務の禁止処分を受けたときは、速やかに宅地建物取引士証をその交付を受けた都道府県知事に提出しなければならない。登録を消除されたときや宅地建物取引士証が効力を失ったときは、速やかにその宅地建物取引士証をその交付を受けた都道府県知事に返納しなければならない。
- 宅地建物取引士は、不動産取引の関係者から要求があった時は、宅地建物取引士証を提示しなければならない。重要事項を説明する際には、相手方から要求がなくても宅地建物取引士証を提示しなければならない。宅地建物取引士証を亡失した場合や、有効期限内に更新を行わなかった場合は、提示義務が果たせないので、宅地建物取引士としての業務を行うことはできない。なお、提示に当たり個人情報保護の観点から、宅地建物取引士証の住所欄にシールを貼ったうえで提示しても差し支えないものとされる。ただし、シールは容易に剥がすことが可能なものとし、宅地建物取引士証を汚損しないよう注意しなければならない。（宅地建物取引業法の解釈・運用の考え方：第35条第4項関係、宅地建物取引士証の提示について）

#### 法定講習
現状、宅地建物取引士証の有効期限は5年と定められており、その交付・更新を受けるにはあらかじめ宅地建物取引業法で定めた講習を受講する必要がある。宅地建物取引士に対し、法令・税制改正等の内容を中心とする最小限必要な知識を講習によって習得させることにより、その資質の維持向上を図ることによって、適正な業務遂行能力を確保することを目的している。なお、2015年4月に施行された宅地建物取引士への名称変更と併せて、下記の点が追加・変更された。
- 講習科目に「宅地建物取引士の使命と役割」の1単元が追加となった。
- 講習の内容全般について、「おおむね過去3年間」とされていたものが、「おおむね過去5年間」となった。
- 上記2点の追加により、講習時間について「おおむね5時間」とされていたものが、「おおむね6時間」となった。
- 講習内容の拡大と時間の延長により、受講料が「11,000円」とされていたものが、「12,000円（1,000円増）」となった。

## 設置義務

### 宅地建物取引業
宅地建物取引業者は、その事務所その他国土交通省令で定める場所ごとに、事務所等の規模、業務内容等を考慮して国土交通省令で定める数の成年者である専任の宅地建物取引士を置かなければならない（宅地建物取引業法第31条の3第1項）。
この場合、原則として、「事務所」に関しては業務に従事する者5人に対して1人の割合で、マンションのモデルルームのような案内所等、「事務所以外の場所」で契約行為を締結する専任の宅地建物取引士を置くべき場所に関しては、業務に従事する者の人数に関係なく1人以上でなければならない。なお、同一の物件について、売主である宅地建物取引業者および媒介または代理を行う宅地建物取引業者が、同一の場所において業務を行う場合には、いずれかの宅地建物取引業者が専任の宅地建物取引士を1人以上置けばよい。
専任の宅地建物取引士に変更があった場合は、宅地建物取引業者は30日以内に免許権者（国土交通大臣あるいは都道府県知事）に届出なければならない。欠員が生じたときは、2週間以内に法定要件を満たすよう欠員補充等の対応をしなければならない。
2022年4月1日の民法改正に伴い、「成年者」とは、満18歳以上（民法第4条）である者となり、婚姻による成年擬制（民法第753条）が宅地建物取引業法より削除された。また親権者から営業の許可を受けた未成年者（民法第6条）については、従前の通り、宅地建物取引業者（法人である場合にはその役員）が宅地建物取引士である場合で、その者が自ら主として業務に従事する事務所等については、その未成年者は、その事務所等に置かれた「成年者である専任の宅地建物取引士」とみなされる。「専任」とは、国土交通省の通達によれば、原則として宅地建物取引業を営む事務所に常勤（宅地建物取引業者の所定労働時間を勤務することをいう）して、専ら宅地建物取引業に従事する状態を言うと解説されている。

### 賃貸住宅管理業
2020年、良好な居住環境の確保を図るため、「賃貸住宅の管理業務等の適正化に関する法律」が可決成立した。新たにサブリース業者と賃貸住宅所有者との間の賃貸借契約の適正化のための規制措置を講ずるとともに、賃貸住宅管理業を営む者に係る登録制度を設けることで、「管理業務の適正な運営」と「借主と貸主の利益保護」を図るため、賃貸住宅管理業務に関する必要な知識と能力、実務経験を有する者として「業務管理者」（法律第12条第4項）の設置が求められており、その要件の一つとして、宅地建物取引士などの設置が定められている。

### 第二種金融商品取引業
2007年9月30日には金融商品取引法が施行され、不動産信託受益権は、金商法第2条2項有価証券の「みなし有価証券」として位置づけられ、取引にあたり金商法による諸規制を受けることになった。その為、金融商品である不動産信託受益権の取引を業として媒介等する場合には、第二種金融商品取引業の登録が必要となる。
宅地又は建物を信託財産とする信託受益権の売買などを行う場合には、「不動産信託受益権等売買等業務の統括に係る部門」、「内部監査に係る部門」、「法令等を遵守させる為の指導に関する業務に係る部門」、および「営業の担当者」に宅地又は建物の取引に関する専門的知識及び経験を有する者を配置しなければならない。(金融商品取引業等に関する内閣府令(平成19年内閣府令第52号)第13条4項)
よって、下記のような宅地または建物の取引に関する専門的知識及び経験を有する者3名以上が、研修機関による「信託受益権売買等業務及び関係法令」に関する研修を受講（必須ではない）した上、登録申請を行うケースが多い。
- 宅地又は建物の取引に関する専門的知識及び経験を有する者の例

1. 宅地建物取引士＋宅地建物取引業務の経験者
2. 宅地建物取引士資格試験の合格者＋宅地建物取引業務の経験者
3. 宅地建物取引業務の経験者

なお、宅地建物取引業者が宅地建物取引士をして信託受益権の売買契約締結前1年以内に同一内容の契約について重要事項説明を行った場合は、当該契約において重要事項説明を省略できる。また金融商品取引法第2条31項に規定する特定投資家および特定投資家とみなされる者を相手方にする場合は重要事項説明を要しない。

### 不動産特定共同事業
不動産特定共同事業者は、事務所ごとに、不動産特定共同事業法第24条第2項（不動産特定共同事業契約の成立前の書面の交付）、同法第25条第2項（不動産特定共同事業契約の成立時の書面の交付）及び第28条第3項（財産管理報告書の交付等）の規定による業務のほか、当該事務所における次に掲げる業務の実施に関し必要な助言、指導その他の監督管理を行わせる為、その従業者であって宅地建物取引業法第18条に規定する登録（宅地建物取引士登録）を受けていること、その他主務省令で定める要件を満たす者を業務管理者として置かなければならないとされている。
- 上記、その他主務省令で定める要件を満たす者とは下記の経験、若しくは資格を有している者となる。

1. 不動産特定共同事業の業務に関し、3年以上の実務経験を有する者
2. 公認不動産コンサルティングマスター
3. ビル経営管理士
4. 不動産証券化協会認定マスター

## 試験
人や企業が活動する為に必要不可欠な不動産の取引に関係する国家資格であることから、不動産業だけでなく金融業などの他業種に携わる者にも法律系国家資格として人気がある。試験は、宅地建物取引業法第16条の2第1項の規定に基づき、国土交通大臣から指定を受けた指定試験機関（一般財団法人不動産適正取引推進機構）が、各都道府県知事の委任のもとに実施している。 その為、試験時には全都道府県に試験会場が設置されることとなる（2005年で197会場）。
就職活動を控えた大学生（特に文系）にとっては、TOEICや日商簿記検定、FP検定、ITパスポート、証券外務員などと並び人気の高い資格の一つとなっている。

### 受験内容等
- 受験資格

年齢・性別・学歴・国籍等の制限は一切なく、誰でも受験できる（1965年（昭和40年）から1995年（平成7年）までは、高等学校卒業以上、若しくは宅地建物の取引に関し2年以上の実務経験を有する者等という受験資格の制限があった）。
- 実施時期

年1回（通常10月第3日曜日、合格発表は試験の45日後＝11月29日 - 12月5日までの水曜日）
- 実施地域

居住している都道府県の指定された試験会場（受験申込時に当該都道府県内に住所を有することが必要、ただし一部の道県では当該道県に住所を有しなくても受験可能。）
- 試験内容

宅地建物取引業法施行規則第8条により、以下の7分野が定められている。
1. 土地の形質、地積、地目および種別ならびに建物の形質、構造および種別に関すること
土地や建物について不動産に関わる者としての常識的な知識
2. 土地および建物についての権利および権利の変動に関する法令に関すること
民法、不動産登記法、借地借家法、建物の区分所有等に関する法律など
3. 土地および建物についての法令上の制限に関すること
都市計画、国土利用計画法、都市計画法、建築基準法、宅地造成及び特定盛土等規制法、土地区画整理法、農地法など
4. 宅地および建物についての税に関する法令に関すること
登録免許税、印紙税、所得税、固定資産税、不動産取得税など
5. 宅地および建物の需給に関する法令および実務に関すること
住宅金融支援機構法、不当景品類及び不当表示防止法、統計など
6. 宅地および建物の価格の評定に関すること
不動産鑑定評価基準、地価公示法など
7. 宅地建物取引業法および同法の関係法令に関すること
宅地建物取引業法、同施行令・施行規則など

例年2分野および7分野に多くの問題が配されている（2011年の試験では7分野に20問、2分野に14問とこの両分野で総問題数の7割近くに達する）。
宅地建物取引業従事者のみが受講できる登録講習実施機関が行う登録講習を修了し、その修了試験に合格した日から3年以内に行われる試験を受けようとする者は、1分野および5分野（計5問）については免除される。
法令はその年の4月1日の時点で施行されていたものを根拠とする。場合によっては試験日時点の法令と合わないこともある。特に重大な改正があった場合は問題冊子の表紙に「○○法については改正前のもので出題している」旨が記載される（例：1992年の試験においては借地借家に関する問題は、この年の8月1日に施行された借地借家法ではなく、旧借地法・旧借家法で出題された）。
- 問題形式

四肢択一式50問で、解答はマークシート方式。試験時間は2時間（13 - 15時。ただし登録講習受講者は13時10分 - 15時の1時間50分）。
問題冊子の持ち帰りは、試験監督の指示に従う。コロナ禍以降は、机上の受験番号シールを剥がし、問題冊子の最終ページに貼り直した上で、持ち帰るよう指示が出るようになった（コロナ禍以前は、自由だった）
試験時間中の途中退出は禁止だが、トイレ退室は同性の試験監督同伴の下、認められることがある。
- 出願方法

以前は各都道府県ごとに特設会場（例：東京都では日比谷公会堂が使われていた）を設置し、7月下旬の5日間（最終日は7月最終金曜日）に直接持参して出願していたが、現在は郵送又はインターネット出願となった。
宅地建物取引士資格試験委員
平成18年より宅地建物取引士資格試験委員が指定試験機関である一般財団法人不動産適正取引推進機構より公開されており、弁護士・大学教授が若干名、他は国交省を中心とした法務省・農林水産省・財務省・総務省・消費者庁等のキャリア官僚で作成されている。

### 合格率・合格基準点の推移
合格率・合格基準点の詳細については下表を参照。
試験実施団体より公表されている明確な合格基準はないものの、合格率は平成11年以降、15%～17%台で推移しており、合格率に対応した得点が合格基準点に設定されているため、相対評価試験と推測される。従って問題が難しい年は高得点者の割合が少なくなる為、合格基準点が低くなり、逆に問題が易しい年は基準点が高くなる。合格基準点は、現行の問題数50問時代においては平成2年の26点、平成7年の28点を除き、30～38点の間で変動している。また社会保険労務士のように科目ごとの足切り点は存在せず、総合得点で採点される。2002年から正解肢が公表され、2005年からは電話で合否確認ができるようになった。
| 実施年度           | 申込者数（人） | 受験者数（人） | 合格者数（人） | 合格率（%） | 合格点 |
| ------------------ | -------------- | -------------- | -------------- | ----------- | ------ |
| 1958年（昭和33年） | -              | 36,646         | 34,065         | 93.0        | -      |
| 1959年（昭和34年） | -              | 12,876         | 12,649         | 98.2        | -      |
| 1960年（昭和35年） | -              | 15,051         | 12,502         | 83.1        | -      |
| 1961年（昭和36年） | 18,953         | 17,935         | 11,662         | 65.0        | -      |
| 1962年（昭和37年） | -              | 20,004         | 12,339         | 61.7        | -      |
| 1963年（昭和38年） | 36,074         | 33,189         | 14,059         | 42.4        | -      |
| 1964年（昭和39年） | 43,281         | 39,825         | 9,040          | 22.7        | -      |

| 実施年度           | 申込者数（人） | 受験者数（人） | 合格者数（人） | 合格率（%） | 合格点 |
| ------------------ | -------------- | -------------- | -------------- | ----------- | ------ |
| 1965年（昭和40年） | 25,382         | 23,678         | 10,177         | 43.0        | -      |
| 1966年（昭和41年） | 26,260         | 24,528         | 8,995          | 36.7        | -      |
| 1967年（昭和42年） | 35,893         | 32,936         | 9,239          | 28.1        | -      |
| 1968年（昭和43年） | 46,194         | 42,960         | 10,392         | 24.2        | -      |
| 1969年（昭和44年） | 65,395         | 60,965         | 31,398         | 51.5        | -      |
| 1970年（昭和45年） | 98,049         | 88,514         | 23,063         | 26.1        | -      |
| 1971年（昭和46年） | 122,569        | 109,732        | 20,547         | 18.7        | -      |
| 1972年（昭和47年） | 174,306        | 156,949        | 33,867         | 21.6        | -      |
| 1973年（昭和48年） | 193,810        | 173,152        | 57,140         | 33.0        | -      |
| 1974年（昭和49年） | 121,740        | 102,849        | 17,821         | 17.3        | -      |
| 1975年（昭和50年） | 92,039         | 76,128         | 14,686         | 19.3        | -      |
| 1976年（昭和51年） | 93,759         | 79,300         | 21,566         | 27.2        | -      |
| 1977年（昭和52年） | 99,071         | 83,014         | 20,596         | 24.8        | -      |
| 1978年（昭和53年） | 103,916        | 88,862         | 20,114         | 22.6        | -      |
| 1979年（昭和54年） | 135,883        | 116,927        | 17,653         | 15.1        | -      |
| 1980年（昭和55年） | 152,315        | 130,762        | 26,001         | 19.9        | 27     |

| 実施年度           | 申込者数（人） | 受験者数（人） | 合格者数（人） | 合格率（%） | 合格点 |
| ------------------ | -------------- | -------------- | -------------- | ----------- | ------ |
| 1981年（昭和56年） | 137,864        | 119,089        | 22,660         | 19.0        | 35     |
| 1982年（昭和57年） | 124,239        | 109,041        | 22,355         | 20.5        | 35     |
| 1983年（昭和58年） | 119,919        | 103,952        | 13,758         | 13.2        | 30     |
| 1984年（昭和59年） | 119,703        | 102,233        | 16,324         | 16.0        | 31     |
| 1985年（昭和60年） | 120,943        | 104,566        | 16,168         | 15.5        | 32     |
| 1986年（昭和61年） | 150,432        | 131,073        | 21,781         | 16.6        | 33     |
| 1987年（昭和62年） | 219,036        | 192,785        | 36,665         | 19.0        | 35     |
| 1988年（昭和63年） | 280,660        | 235,803        | 39,537         | 16.8        | 35     |
| 1989年（平成元年） | 339,282        | 281,701        | 41,978         | 14.9        | 33     |
| 1990年（平成2年）  | 422,904        | 342,111        | 44,149         | 12.9        | 26     |
| 1991年（平成3年）  | 348,008        | 280,779        | 39,181         | 14.0        | 34     |
| 1992年（平成4年）  | 282,806        | 223,700        | 35,733         | 16.0        | 32     |
| 1993年（平成5年）  | 242,212        | 195,577        | 28,138         | 14.4        | 33     |
| 1994年（平成6年）  | 248,076        | 201,542        | 30,500         | 15.1        | 33     |
| 1995年（平成7年）  | 249,678        | 202,589        | 28,124         | 13.9        | 28     |
| 1996年（平成8年）  | 244,915        | 197,168        | 29,065         | 14.7        | 32     |

| 実施年度           | 申込者数（人） （内講習修了者） | 受験者数（人） （内講習修了者） | 合格者数（人） （内講習修了者） | 合格率 （%） | 一般受験者 合格率（%） | 講習修了者 合格率（%） | 合格点 （講習修了者合格点） |
| ------------------ | ------------------------------- | ------------------------------- | ------------------------------- | ------------ | ---------------------- | ---------------------- | --------------------------- |
| 1997年（平成9年）  | 234,175 （5,496）               | 190,131 （5,160）               | 26,835 （1,019）                | 14.1         | 14.0                   | 19.7                   | 34 （29）                   |
| 1998年（平成10年） | 224,822 （6,713）               | 179,713 （6,040）               | 24,930 （1,196）                | 13.9         | 13.7                   | 19.8                   | 30 （25）                   |
| 1999年（平成11年） | 222,913 （6,740）               | 178,384 （6,044）               | 28,277 （1,912）                | 15.9         | 15.3                   | 31.6                   | 30 （25）                   |
| 2000年（平成12年） | 210,465 （4,978）               | 168,094 （4,535）               | 25,928 （1,121）                | 15.4         | 15.2                   | 24.7                   | 30 （25）                   |
| 2001年（平成13年） | 204,629 （4,695）               | 165,104 （4,314）               | 25,203 （1,019）                | 15.3         | 15.0                   | 23.6                   | 34 （29）                   |
| 2002年（平成14年） | 209,672 （4,757）               | 169,657 （4,390）               | 29,423 （968）                  | 17.3         | 17.2                   | 22.1                   | 36 （31）                   |
| 2003年（平成15年） | 210,182 （4,477）               | 169,625 （4,039）               | 25,942 （991）                  | 15.3         | 15.1                   | 24.5                   | 35 （30）                   |
| 2004年（平成16年） | 216,830 （4,306）               | 173,457 （3,944）               | 27,639 （904）                  | 15.9         | 15.8                   | 22.9                   | 32 （27）                   |

| 実施年度           | 申込者数（人） （内講習修了者） | 受験者数（人） （内講習修了者） | 合格者数（人） （内講習修了者） | 合格率 （%） | 一般受験者 合格率（%） | 講習修了者 合格率（%） | 合格点 （講習修了者合格点） |
| ------------------ | ------------------------------- | ------------------------------- | ------------------------------- | ------------ | ---------------------- | ---------------------- | --------------------------- |
| 2005年（平成17年） | 226,665 （20,568）              | 181,880 （19,109）              | 31,520 （5,549）                | 17.3         | 16.0                   | 29.0                   | 33 （28）                   |
| 2006年（平成18年） | 240,278 （30,408）              | 193,573 （27,742）              | 33,191 （7,033）                | 17.1         | 15.8                   | 25.4                   | 34 （29）                   |
| 2007年（平成19年） | 260,633 （37,739）              | 209,684 （34,143）              | 36,203 （9,509）                | 17.3         | 15.2                   | 27.9                   | 35 （30）                   |
| 2008年（平成20年） | 260,591 （42,841）              | 209,415 （38,460）              | 33,946 （8,690）                | 16.2         | 14.8                   | 22.6                   | 33 （28）                   |
| 2009年（平成21年） | 241,944 （40,759）              | 195,515 （36,606）              | 34,918 （9,726）                | 17.9         | 15.9                   | 26.6                   | 33 （28）                   |
| 2010年（平成22年） | 228,214 （37,738）              | 186,542 （33,957）              | 28,311 （6,697）                | 15.2         | 14.2                   | 19.7                   | 36 （31）                   |
| 2011年（平成23年） | 231,596 （38,600）              | 188,572 （34,666）              | 30,391 （6,674）                | 16.1         | 15.4                   | 19.3                   | 36 （31）                   |
| 2012年（平成24年） | 236,350 （40,144）              | 191,169 （35,776）              | 32,000 （8,100）                | 16.7         | 15.4                   | 22.6                   | 33 （28）                   |
| 2013年（平成25年） | 234,586 （41,882）              | 186,304 （37,065）              | 28,470 （7,796）                | 15.3         | 13.9                   | 21.0                   | 33 （28）                   |
| 2014年（平成26年） | 238,343 （44,835）              | 192,029 （40,227）              | 33,670 （10,010）               | 17.5         | 15.6                   | 24.9                   | 32 （27）                   |

| 実施年度                   | 申込者数（人） （内講習修了者） | 受験者数（人） （内講習修了者） | 合格者数（人） （内講習修了者） | 合格率 （%） | 一般受験者 合格率（%） | 講習修了者 合格率（%） | 合格点 （講習修了者合格点） |
| -------------------------- | ------------------------------- | ------------------------------- | ------------------------------- | ------------ | ---------------------- | ---------------------- | --------------------------- |
| 2015年（平成27年）         | 243,199 （46,467）              | 194,926 （41,716）              | 30,028 （8,438）                | 15.4         | 14.1                   | 20.2                   | 31 （26）                   |
| 2016年（平成28年）         | 245,742 （49,384）              | 198,463 （44,123）              | 30,589 （8,821）                | 15.4         | 14.1                   | 20.0                   | 35 （30）                   |
| 2017年（平成29年）         | 258,511 （53,027）              | 209,354 （47,487）              | 32,644 （9,464）                | 15.6         | 14.3                   | 19.9                   | 35 （30）                   |
| 2018年（平成30年）         | 265,444 （56,315）              | 213,993 （50,415）              | 33,360 （10,364）               | 15.6         | 14.1                   | 20.6                   | 37 （32）                   |
| 2019年（令和元年）         | 276,019 （58,105）              | 220,797 （51,671）              | 37,481 （11,838）               | 17.0         | 15.2                   | 22.9                   | 35 （30）                   |
| 2020年（令和2年） 10月試験 | 204,163 （51,057）              | 168,989 （45,492）              | 29,728 （8,902）                | 17.6         | 16.9                   | 19.6                   | 38 （33）                   |
| 2020年（令和2年） 12月試験 | 55,121 （884）                  | 35,258 （635）                  | 4,609 （68）                    | 13.1         | 13.1                   | 10.7                   | 36 （31）                   |
| 2021年（令和3年） 10月試験 | 256,704 （55,016）              | 209,749 （48,881）              | 37,579 （10,427）               | 17.9         | 16.9                   | 21.3                   | 34 （29）                   |
| 2021年（令和3年） 12月試験 | 39,814 （0）                    | 24,965 （0）                    | 3,892 （0）                     | 15.6         | 15.6                   | -                      | 34 （29）                   |
| 2022年（令和4年）          | 283,856 （52,851）              | 226,048 （47,000）              | 38,525 （8,151）                | 17.0         | 17.0                   | 17.3                   | 36 （31）                   |
| 2023年（令和5年）          | 289,096 （55,229）              | 233,276 （49,407）              | 40,025 （11,927）               | 17.2         | 15.3                   | 24.1                   | 36 （31）                   |
| 2024年（令和6年）          | 301,336 （55,343）              | 241,436 （49,337）              | 44,992 （10,822）               | 18.6         | 17.8                   | 21.9                   | 37 （32）                   |

### 沿革
- 1958年（昭和33年）11月16日（日曜）に第一回宅地建物取引員試験として開始。当初は問題数30問。
- 1959年（昭和34年）8月1日より、宅地建物取引員試験に合格したものを、専任の取引主任者として設置する義務が課された。
- 1965年（昭和40年）より、宅地建物取引主任者試験へと名称変更し、問題数を40問に増加。
- 1981年（昭和56年）より、問題数を現在の50問に増加。
- 1997年（平成9年）より、指定講習終了者は、その後3年以内に行われる試験について、5問免除する（残り45問による受験となる）制度が実施されている。
- 2002年（平成14年）より、合格点（合格最低点）が公表される。
- 2003年（平成15年）に公益法人に係る改革を推進するための国土交通省関係法律の整備に関する法律（平成15年法律96号。平成16年３月１日施行）の中で宅地建物取引業法の一部が改正され、国土交通大臣の登録を受けることにより登録講習機関となることが可能とされた。これに伴い、平成16年２月17日に施行規則も改正され、平成16年３月１日から施行された。併せて、登録講習の受講要件も緩和され、受講申込時点で宅地建物取引業に従事していれば受講できることとされた。この措置は平成16年度から運用されたが、試験の規模（申込者数）に反映したのは平成17年度からである。この緩和措置が、前述の登録講習修了者の急増に繋がったものである。
- 2015年（平成27年）より、資格名称が宅地建物取引士へ名称変更された事に伴い、宅地建物取引士試験へと名称変更。

### その他
- 創設当初においては、一般試験のほか、過渡期の特例として「選考制度」というものがあり、(1)1959年（昭和34年）8月1日時点において実際に登録し、宅地建物取引業を営んでいる個人又は法人の役員で、かつ(2)（1959年（昭和34年）7月31日までに引き続き4年を超える期間、個人業者又は法人業者として登録していた法人の役員は、都道府県知事が行う選考（無試験、選考の基準は取引件数による）により宅地建物取引員となることができた[17]。
- 創設当初から1973年（昭和48年）までは法令集の持込可であった[18]。（1974年度(昭和49年度)から持ち込み禁止）
- 試験時間は創設当初から1960年（昭和35年）までは2時間30分。1961年度(昭和36年度)から現在の2時間に変更[18]。
- 1980年（昭和55年）から2001年（平成13年）までの合格点は専門学校などによる推定。
- 40問時代〔1965年（昭和40年） - 1980年（昭和55年）〕の合格点は、巷間6割の24点程度と言われていたが、最終年度の1980年（昭和55年）の合格点は27点であった。
- 宅建試験は例年、情報処理技術者試験の秋期試験と日程が重複する。そのため、宅建試験を受験する場合はその年の情報処理技術者試験は春期（例年ならば4月第3日曜日）のみ受験が可能となる。年2回実施の区分（応用情報技術者試験など）や春期のみ実施の区分（プロジェクトマネージャ試験など）はともかく、特に秋期のみ実施の区分（ネットワークスペシャリスト試験など）の受験を検討している場合は注意が必要である。逆に秋期の情報処理技術者試験を受験する場合は、その年は宅建試験を受験できなくなる。
- 近年では宅地建物取引士等が出身大学毎に不動産業界で集結している。
- 例年10月に、大学・高等学校・会議場等の施設を試験会場として実施しているが、2020年（令和2年）は、新型コロナウイルス感染症の影響により10月に例年どおり試験会場を借り上げることが困難となり、11の都府県において、受験者を10月と12月に分けて試験を実施することとなった。2021年も同様に一部の試験地（都道府県）において、10月と12月に分けて試験を実施する。
- 正解肢のない問題が、平成2年、平成3年、平成23年、令和4年に出題され全ての解答を正解として取り扱われた。また、正解肢の複数ある問題が、平成5年、平成18年、平成24年、令和2年10月、令和3年12月に出題され複数解として取り扱われた。中でも、平成5年は正解肢の複数ある問題が3問出題された。

## 登録講習・登録実務講習実施機関
登録実務講習は2006年以前は財団法人不動産流通近代化センター（現・公益財団法人不動産流通推進センター）のみが行っていたが、同年に業法施行規則が改正され、翌2007年から一般企業の参入が認められた。
登録講習と登録実務講習実施機関の一覧については外部リンク節の国土交通省の一覧を参照。

## 賠償責任補償制度
宅地建物取引士賠償責任補償制度は、宅地建物取引士が宅地建物取引業法35条及び37条に基づいて遂行する業務（重要事項の説明、書面の交付）に起因して顧客から提起された損害賠償請求について、宅地建物取引士自身が負担する法律上の損害賠償金や裁判費用等を補償する賠償責任保険、いわゆる専門職業人賠償責任保険である。不動産という高額な商品を取扱う以上、訴訟のリスクは常に付いて回り、実際には2,600万円という高額賠償金が支払われたケースもある。
保険契約者
各都道府県の宅地建物取引業協会や公益社団法人全日本不動産協会の会員業者。
被保険者
各都道府県の宅地建物取引業協会会員業者や公益社団法人全日本不動産協会会員業者に従事している宅地建物取引士。
填補する損害
本制度で補償の対象となる業務とは、宅地建物取引士が適正（重過失・不誠実行為を除く）に遂行した次の業務に起因して、他人に損害を与えたことにより法律上の損害賠償責任を負担することによって被る損害を填補する。
1. 宅地建物取引業法第35条に定める重要事項の説明等
2. 宅地建物取引業法第37条に定める書面の交付

保険金の種別
損害賠償金
重要事項説明書への誤記、隣接する建て売り物件の取り違え、建物構造の問題、登記簿のタイムラグの問題等で、顧客に損害を与えたとして宅地建物取引士が負担する法律上の損害賠償金を指す。
訴訟、仲裁、和解または調停に関する費用
顧客より提起された損害賠償請求に対して裁判となった場合、宅地建物取引士に法律上の損害賠償責任が発生する、しないに関わりなく弁護士費用に代表される裁判費用（訴訟、仲裁、和解、調停に係る費用）。
損害防止軽減費用
賠償責任を負担する場合、その賠償額が拡大増加せぬように、防止軽減の為に支出した必要、有益な費用。例えば、顧客より損害賠償請求を提起される前に保険会社に連絡した上での弁護士への相談費用がこれに該当する。

主な免責事項
加入者の犯罪行為もしくは不誠実行為または法令に反することに起因する損害賠償責任などがある。補償の対象の可否についての審査は、補償制度審査会が行う。